# Kanton Taverny
Der Kanton Taverny ist seit 1931 ein französischer Wahlkreis im Arrondissement Argenteuil, im Département Val-d’Oise und in der Region Île-de-France; sein Hauptort ist Taverny.

## Gemeinden
Der Kanton besteht aus vier Gemeinden mit insgesamt 55.322 Einwohnern (Stand: 1. Januar 2022) auf einer Gesamtfläche von 29,10 km²:
| Gemeinde       | Einwohner 1. Januar 2022 | Fläche km² | Dichte Einw./km² | Code INSEE | Postleitzahl |
| -------------- | ------------------------ | ---------- | ---------------- | ---------- | ------------ |
| Beauchamp      | 9.506                    | 3,02       | 3.148            | 95051      | 95250        |
| Bessancourt    | 8.521                    | 6,39       | 1.333            | 95060      | 95550        |
| Pierrelaye     | 10.230                   | 9,21       | 1.111            | 95488      | 95220, 95480 |
| Taverny        | 27.065                   | 10,48      | 2.583            | 95607      | 95150        |
| Kanton Taverny | 55.322                   | 29,10      | 1.901            | 9519       | –            |

Bis zur Neuordnung bestand der Kanton Taverny aus den 5 Gemeinden Bessancourt, Béthemont-la-Forêt, Chauvry, Frépillon und Taverny. Sein Zuschnitt entsprach einer Fläche von 29,01 km2.

## Bevölkerungsentwicklung
| 1968   | 1975   | 1982   | 1990   | 1999   | 2006   | 2011   |
| ------ | ------ | ------ | ------ | ------ | ------ | ------ |
| 18 295 | 25 343 | 29 682 | 34 558 | 35 891 | 37 010 | 36 555 |